# Berta Vogel Scharrer
Berta Vogel Scharrer (Múnich, 1 de diciembre de 1906-23 de julio de 1995, Nueva York) fue una científica estadounidense que ayudó a fundar la disciplina científica ahora conocida como neuroendocrinología. Ganadora de la Medalla Nacional de Ciencia. Nominada al Premio Nobel por su investigación en sustancias químicas cerebrales.

## Biografía
Berta Vogel nació en Múnich, Alemania. Hija de Karl Phillip Vogel y Johanna Weiss. Su padre se desempeñó como vicepresidente del tribunal federal de Baviera. Vogel trabajó en la universidad con el profesor Karl von Frisch. En 1934 Berta Vogel se casó con Ernst Scharrer, ambos trabajaban junto a Karl von Frisch. 
En 1937 la pareja huyó de Alemania cuando Ernst aceptó una beca Rockefeller en la Universidad de Chicago. En 1945  se convirtieron en ciudadanos estadounidenses.
Ernst murió en 1965 en un accidente de natación. La pareja no tuvo hijos.  

### Carrera
Scharrer se vio obligada a emigrar de Alemania al comienzo del Holocausto. Llegó con su esposo, Ernst Scharrer, a Estados Unidos con un total de ocho dólares. A pesar de la discriminación contra las mujeres científicas en ese momento, finalmente en septiembre de 1955 obtuvo una cátedra en la Facultad de Medicina Albert Einstein, la escuela de medicina de la Universidad Yeshiva.
Scharrer también contribuyó al campo de la neuroinmunología, y en los seis años anteriores a su muerte, publicó 11 artículos, 3 artículos de revisión y se desempeñó como editor asociado de la Revista Advances in Immunology.    

### Muerte
Scharrer realizó investigaciones y enseñó en Einstein College hasta su jubilación en 1995, cinco meses antes de su muerte a los 88 años.

## Honores
Scharrer fue elegida miembro de la Academia Estadounidense de Artes y Ciencias en 1967. Obtuvo títulos honoríficos de varias universidades, incluida una de Universidad de Harvard en 1982, "así como una nominación al Premio Nobel por su investigación en sustancias químicas cerebrales " . 
En 1983, el presidente Reagan le otorgó la Medalla Nacional de la Ciencia por "demostrar el papel central de la neurosecreción y los neuropéptidos en la integración de la función y el desarrollo de los animales".

## Legado
Los estudios de Scharrer sobre invertebrados, particularmente cucarachas, fueron tan extensos que su nombre se le dio a una especie de cucaracha, conocida como Escala scharrerae, que se encuentra en Australasia. Scharrer recibió la medalla Schleiden en 1983 y fue miembro de la Academia Nacional de Ciencias.